# Miguel Riffo
Miguel Augusto Riffo Garay (ur. 21 czerwca 1981 w Santiago) – chilijski piłkarz występujący na pozycji obrońcy.

## Kariera klubowa
Zawodową karierę rozpoczynał w 2001 roku w zespole CSD Colo-Colo. Jego barwy reprezentował przez 10 sezonów. W tym czasie wywalczył z nim 5 mistrzostw fazy Clausura (2002, 2006, 2007, 2008, 2009) oraz 2 mistrzostwa fazy Apertura (2006, 2007). W barwach Colo-Colo rozegrał 166 spotkań i zdobył 2 bramki. W 2011 roku odszedł do Santiago Morning. Zadebiutował tam 30 stycznia 2011 roku w zremisowanym 1:1 meczu rozgrywek Primera División de Chile z Uniónem La Calera.

## Kariera reprezentacyjna
W reprezentacji Chile Riffo zadebiutował 19 kwietnia 2007 roku w zremisowanym 0:0 towarzyskim meczu z Argentyną. W tym samym roku został powołany do kadry na Copa América. Na tamtym turnieju, zakończonym przez Chile na fazie grupowej, zagrał w pojedynkach z Ekwadorem (3:2) i Brazylią (0:3).